# Wolfgang Beltermann
Wolfgang Beltermann (* 1. Juli 1939 in Herne; † 2010) war ein Brigadegeneral des Heeres der Bundeswehr.

## Leben
Beltermann absolvierte 1959 das Abitur und trat im selben Jahr in die Bundeswehr ein. Er war Zugführer, S1-, S2- und S3-Offizier sowie Kompaniechef in den Panzergrenadierbataillonen 192 und 191 in Ahlen. Von 1970 bis 1972 absolvierte Beltermann den 13. Generalstabslehrgang Heer an der Führungsakademie der Bundeswehr in Hamburg, wo er zum Offizier im Generalstabsdienst ausgebildet wurde. Danach war er G2 im Territorialkommando Schleswig-Holstein in Kiel, ab 1974 G3 der Panzerbrigade 6 in Neustadt am Rübenberge und ab 1976 G3 des Amtes für Studien und Übungen der Bundeswehr, Militärischer Bereich Operations Research in Ottobrunn. Von 1978 bis 1980 führte er das Panzergrenadierbataillon 32 in Nienburg/Weser als Bataillonskommandeur, bevor er Leiter Inspizient Verbindungswesen im Heeresamt in Köln wurde. Ab 1982 war er als Oberst der Chef des Stabes der 7. Panzerdivision in Unna und danach bis November 1986 Referatsleiter IV 1 (Grundsatzangelegenheiten Organisation; Prüfgruppe Heer) des Führungsstabes des Heeres im Bundesministerium der Verteidigung in Bonn.
Von Dezember 1986 bis März 1991 war Beltermann Brigadekommandeur der Panzerbrigade 29 in Sigmaringen und zugleich ab 3. Oktober 1990 Leiter Zentrale Truppen im Bundeswehrkommando Ost in Strausberg. Im April 1991 wurde er als Brigadegeneral Chef des Stabes des Korps und Territorialkommandos Ost in Potsdam und im Oktober 1994 Kommandeur der Kampftruppenschule II in Munster. Ab April 1995 war er in seiner letzten Verwendung General der Panzertruppen und Kommandeur der Panzertruppenschule in Munster bis zu seiner Versetzung in den Ruhestand mit Ablauf des September 1999.

## Privates
Beltermann war verheiratet und römisch-katholisch.

## Auszeichnungen
- September 1995: Verdienstkreuz 1. Klasse des Verdienstordens der Bundesrepublik Deutschland